# Nick Kay
Nicholas Colin Kay, detto Nick (Tamworth, 3 agosto 1992), è un cestista australiano.

## Carriera
Con l'Australia ha disputato i Campionati mondiali del 2019 e i Giochi olimpici di Tokyo 2020.

## Palmarès
- Campionato australiano: 2

Perth Wildcats: 2018-19, 2019-20
- Olimpiadi
 Tokyo 2020